# David Todd Christofferson
David Todd Christofferson (American Fork, 24 de janeiro de 1945), é um líder religioso de A Igreja de Jesus Cristo dos Santos dos Últimos Dias e atualmente ocupa uma assento no Quórum dos Doze Apóstolos.
Filho primogênito de Paul Vickery Christofferson e Jeanne Swenson Christofferson. Criado em Pleasant Grove e Lindon, no estado de Utah.
Seu pai estava na China, servindo no exército dos Estados Unidos, no fim da Segunda Guerra Mundial, por isso Todd e sua mãe ficaram morando com seus avós maternos, Helge e Adena Swenson, por aproximadamente 18 meses. Esse foi o princípio de um relacionamento muito próximo entre Todd e os avós, algo que teria enorme influência em toda a sua vida. Todd e seus quatro irmãos mais novos tiveram uma infância que ele descreve como “idílica” e “saudável”, em que os meninos desfrutavam de tempo livre para brincar, inventar e aprender. Ele se lembra de ter tido uma infância feliz, e elogia seus pais como sendo exemplos de como seguir os padrões dos membros de A Igreja de Jesus Cristo dos Santos dos Últimos Dias. “A Igreja era o centro da nossa vida familiar”, relembra o Élder Christofferson. “Ela unia nossa família e também as outras pessoas da ala [grupo de pessoas que frequentam uma mesma capela].”
Quando Todd tinha uns 15 anos, o pai, que era veterinário, conseguiu um novo emprego em New Brunswick, Nova Jersey. Na época em que família se mudou, a cidade de Lindon, Utah, tinha bem poucos habitantes, de modo que a transição para o ambiente mais populoso de Nova Jersey foi uma mudança drástica para toda a família Christofferson. Ainda assim, aqueles anos — cheios de novos lugares, novos conhecidos e novas oportunidades — estariam entre os mais importantes para a formação de Todd.
Sendo o único membro da Igreja em sua turma do curso médio, Todd conviveu e fez amizade com pessoas de várias formações culturais e religiosas, algo que continuaria a acontecer durante toda a sua vida. Todd descobriu que muitos de seus amigos eram tão fervorosos em suas respectivas crenças quanto ele era em relação a sua própria, e isso o fez ponderar profundamente e orar fervorosamente sobre as coisas que sabia. “Comecei a ver que a Igreja não era apenas boa”, diz ele. “Era de uma importância fundamental. Comecei a ser muito grato pelo que eu tinha.”
Missão na Argentina
Estudou na Universidade Brigham Young por um ano antes de servir uma missão de tempo integral, na Argentina. Um de seus presidentes de missão foi o hoje colega no Quórum dos Doze, Élder Richard G. Scott. O Élder Scott se lembra do Élder Christofferson como “um missionário excelente cuja devoção e capacidade indicavam que seria alguém de importância incomum na vida”. O Élder Scott comenta que aquele jovem élder era especialmente disciplinado, obediente e trabalhador e que demonstrava “um espírito de bondade que foi uma bênçãos para cada um de seus companheiros e o tornou muito querido de seus pesquisadores e conversos”.
Universidade e casamento
Depois de voltar da Argentina, em dezembro de 1966, o Élder Christofferson matriculou-se novamente na BYU, onde cursou inglês e participou do grêmio estudantil e de competições esportivas da universidade. No final do primeiro semestre após sua missão, uma bela jovem que viu no campus chamou-lhe a atenção. Eles não se conheciam nem se apresentaram na ocasião, mas ele não se esqueceu do rosto dela e procurou sua foto no anuário do campus, que foi publicado poucos meses depois.
A estudante era Kathy Jacob, uma jovem atraente e muito sociável que havia morado na Califórnia e em Utah. No outono seguinte, quando voltou para a escola, Todd pediu a um amigo em comum que lhe arranjasse um encontro com Kathy. Nos meses seguintes, descobriram que se davam muito bem. Seu amor cresceu e amadureceu, e na primavera seguinte, em 28 de maio de 1968, casaram-se no Templo de Salt Lake.
“Eu já sabia que Kathy era bondosa e maravilhosa quando nos casamos”, diz o Élder Christofferson, “mas não sabia quão profundos eram seu caráter, qualidades, sabedoria e virtude. Foi uma agradável surpresa descobrir, ao longo do tempo, que ela era muito melhor do que eu
havia imaginado”.
A filha do casal Christofferson, Brynn Nufer, também confirma as boas qualidades da mãe. Ela diz: “Em todos os lugares em que moramos, as pessoas simplesmente a adoravam. Ela é super criativa. É realmente muito, muito divertida.”
Carreira jurídica
Tornou-se bacharel em 1969 e estudou Direito na Universidade Duke. Trabalhou, depois de se formar, no caso Watergate, como assistente jurídico do Juiz John J. Sirica, no ano de 1972.
Em 1993 foi chamado para servir como membro do Primeiro Quórum dos Setenta. Em 1998 o Élder Christofferson foi chamado para a Presidência dos Setenta, onde serviu até ser chamado para o Quórum dos Doze pelo Presidente Thomas S. Monson, no início de 2008.